# Walckenaeria vilbasteae
Walckenaeria vilbasteae este o specie de păianjeni din genul Walckenaeria, familia Linyphiidae, descrisă de Wunderlich, 1979. Conform Catalogue of Life specia Walckenaeria vilbasteae nu are subspecii cunoscute.